# Lucas João
Pour les articles homonymes, voir Santos (homonymie) et João.
Lucas Eduardo Santos João est un footballeur angolais et portugais né le 4 septembre 1993 à Luanda. Il joue au poste d'attaquant à Ümraniyespor.

## Biographie

### CD Nacional
Né à Luanda, Lucas part au Portugal durant son adolescence. Il commence à jouer au football a Beira Mar Almada. En 2011 il rejoint le CD Nacional pour terminer sa formation. En 2012 il est prête au SC Mirandela en 3e division portugaise, il réalise une tres bonne saison en marquant 12 buts en 29 matchs.
Il est de retour au CD Nacional où il fait ses débuts le 15 septembre 2013 contre le FC Arouca. Le 11 janvier 2015, il inscrit un doublé en première division portugaise face à l'équipe de Boavista. Il marquera 7 buts en 38 matchs toutes compétitions confondues.

### En Angleterre
Auteur d'une saison prometteuse avec le CD Nacional, il rejoint le Sheffield Wednesday le 31 juillet 2015 où il rejoint son ancien coéquipier Marco Matias. Il signe un contrat de 4 ans, il fait ses débuts le 8 août contre Bristol City et marquera trois jours plus tard contre Mansfield Town en Coupe de la ligue.
En manque de temps de jeu avec le Sheffield Wednesday, il est prêté à Blackburn Rovers le 30 janvier 2017.
Le 6 août 2019, il rejoint Reading FC.

## Statistiques
| Saison                | Club                    | Championnat           | Championnat | Championnat | Coupe(s) nationale(s) | Coupe(s) nationale(s) | Compétition(s) continentale(s) | Compétition(s) continentale(s) | Compétition(s) continentale(s) | Total | Total |
| Saison                | Club                    | Division              | M.          | B.          | M.                    | B.                    | Comp.                          | M.                             | B.                             | M.    | B.    |
| 2012-2013             | SC Mirandela (prêt)     | Terceira Divisão      | 27          | 12          | 2                     | 0                     | -                              | -                              | -                              | 29    | 12    |
| Sous-total            | Sous-total              | Sous-total            | 27          | 12          | 2                     | 0                     | -                              | -                              | -                              | 29    | 12    |
| 2013-2014             | CD Nacional             | Primeira Liga         | 16          | 0           | 4                     | 1                     | -                              | -                              | -                              | 20    | 1     |
| 2014-2015             | CD Nacional             | Primeira Liga         | 30          | 6           | 7                     | 1                     | C3                             | 1                              | 0                              | 38    | 7     |
| Sous-total            | Sous-total              | Sous-total            | 46          | 6           | 11                    | 2                     | -                              | 1                              | 0                              | 58    | 8     |
| 2015-2016             | Sheffield Wednesday     | Championship          | 42          | 6           | 6                     | 2                     | -                              | -                              | -                              | 48    | 8     |
| 2016-2017             | Sheffield Wednesday     | Championship          | 10          | 0           | 2                     | 1                     | -                              | -                              | -                              | 12    | 1     |
| 2017-2018             | Sheffield Wednesday     | Championship          | 31          | 9           | 4                     | 0                     | -                              | -                              | -                              | 35    | 9     |
| 2018-2019             | Sheffield Wednesday     | Championship          | 31          | 10          | 1                     | 0                     | -                              | -                              | -                              | 32    | 10    |
| 2019-2020             | Sheffield Wednesday     | Championship          | 1           | 1           | 0                     | 0                     | -                              | -                              | -                              | 1     | 1     |
| Sous-total            | Sous-total              | Sous-total            | 115         | 26          | 13                    | 3                     | -                              | -                              | -                              | 128   | 29    |
| 2016-2017             | Blackburn Rovers (prêt) | Championship          | 13          | 3           | 0                     | 0                     | -                              | -                              | -                              | 13    | 3     |
| Sous-total            | Sous-total              | Sous-total            | 13          | 3           | 0                     | 0                     | -                              | -                              | -                              | 13    | 3     |
| 2019-2020             | Reading FC              | Championship          | 19          | 6           | -                     | -                     | -                              | -                              | -                              | 19    | 6     |
| 2020-2021             | Reading FC              | Championship          | 39          | 19          | 1                     | 3                     | -                              | -                              | -                              | 40    | 22    |
| 2021-2022             | Reading FC              | Championship          | 24          | 10          | -                     | -                     | -                              | -                              | -                              | 24    | 10    |
| 2022-2023             | Reading FC              | Championship          | 25          | 5           | 2                     | 0                     | -                              | -                              | -                              | 27    | 5     |
| Sous-total            | Sous-total              | Sous-total            | 107         | 40          | 3                     | 3                     | -                              | -                              | -                              | 110   | 43    |
| Total sur la carrière | Total sur la carrière   | Total sur la carrière | 308         | 87          | 28                    | 8                     | -                              | 1                              | 0                              | 337   | 95    |